# Fiat 665NM protetto
Lo Fiat 665NM protetto o scudato è un veicolo trasporto truppe blindato ruotato, prodotto in Italia ed impiegato durante la seconda guerra mondiale sia dal Regio Esercito che da Esercito Nazionale Repubblicano e Wehrmacht.

## Storia

Cabina protetta del 665NM.

Il mezzo fu sviluppato nel 1942 dall'Arsenale Regio Esercito di Torino in collaborazione con la Fiat Veicoli Industriali in seguito alla richiesta dello stato maggiore per un trasporto truppe da assegnare alle divisioni corazzate sul fronte africano. Ordinato in 300 esemplari, l'Armistizio di Cassibile fermò la produzione nel 1943 a 110 pezzi, che a causa dei rovesci in Tunisia non arrivarono mai sul fronte africano, ma vennero invece assegnati alla 154ª Divisione fanteria "Murge" e 13ª Divisione fanteria "Re" ed impiegate nei Balcani nel contrasto alle forze partigiane. Dopo l'armistizio furono impiegati sia dalle forze della Repubblica Sociale Italiana che dalle forze di occupazione tedesche della Wehrmacht.
Il mezzo, resistente solo al fuoco delle armi leggere, si rivelò soddisfacente per le funzioni di polizia nei territori occupati.

## Tecnica

Vista posteriore.

Il mezzo è basato sull'autocarro pesante Fiat 665 diesel, versione a trazione integrale del Fiat 666. La meccanica resta pressoché invariata, mentre le modifiche riguardano la corazzatura con lastre d'acciaio da 7,5 mm di spessore, che garantivano la protezione contro il fuoco delle armi leggere. La cabina è completamente blindata, con portelli blindati a protezione del radiatore ed il parabrezza sostituito da scudature con feritoie, ed ospita il conduttore ed il capomezzo. Vano di combattimento posteriore conserva le sponde in legno del cassone dell'autocarro, che vengono blindate internamente, mentre la parte superiore è costituita da lamiere inclinate internamente e munite di otto feritoie per lato e due sul retro. Il cielo del vano di combattimento è aperto e vi si accede tramite una scaletta posteriore. Il vano può ospitare 20 militari, seduti su due panche disposte lungo le fiancate del cassone. La protezione si estendeva anche al serbatoio del carburante.
Oltre all'armamento individuale dei fanti, utilizzabile dalle feritoie, generalmente ogni mezzo era dotato di un fucile mitragliatore Breda Mod. 30.